# Антандрос
Антандрос (Антандр, др.-греч. Ἄντανδρος) — древнегреческий город на северо-западе Малой Азии, на территории нынешней Турции, в провинции Балыкесир.

## История
Впервые был исследован немецким учёным Генрихом Кипертом в 1842 году. Вернувшись сюда в 1888 году, он обнаружил большое количество древнегреческих, римских и византийских древностей и монет. В 1959 и в 1968 годах здесь работала британская археологическая экспедиция под руководством Джона Кука.
По мнению лесбосского поэта Алкея (VII век до н. э.), город Антандрос был основан лелегами. Геродот в V веке до н. э. также пишет о негреческом происхождении Антандроса — основанного, по его мнению, пеласгами. Однако в «Истории» Фукидида указывается, что Антандрос был построен и заселён переселенцами из Эолии.
Город Антандрос находился на берегу залива Адрамитион (ныне — залив Эдремит), на территории древней Троады. Основан был жителями Эолии. Со времён царя Дария I Антандрос входит в состав Персии. Во время Греко-персидских войн, в 410 году до н. э., жители города поднимают восстание и изгоняют персидский гарнизон. Однако уже в 409 году до н. э. сатрап и военачальник Фарнабаз II восстанавливает в Антандросе власть Персии. Позднее город становится членом Афинской Архе. После завоевания Малой Азии Древним Римом Антандрос входит в состав провинции Азия. В период с I (при императоре Тите), и по III век (вплоть до правления Гелиогабала) здесь, уже в римское время, продолжают чеканить собственную монету. В византийские времена в Антандросе находился центр епископства (Эфесская митрополия), звание которого сохранилось до сих пор как титулярный епископат в католической церкви.